# Four Man Bob
Four Man Bob ist die Bezeichnung eines Stahlachterbahnmodells des Herstellers Zierer Rides, welche erstmals in den 1970er Jahren ausgeliefert wurde. Neben den Auslieferungen an verschiedene Freizeitparks weltweit, wurde die Anlage auch an Schausteller ausgeliefert. Mittlerweile sind nur noch die Auslieferungen Astro Storm in Brean Theme Park und Gold Rush im französischen Family Park, die zuvor im britischen Loudoun Castle fuhr, in Betrieb.
Die Strecke erreicht eine Höhe von 6,5 Meter. Das Achterbahnmodell besitzt einzelne Wagen, in denen drei Personen hintereinander Platz nehmen können.

## Standorte
| Achterbahn                                                             | Betreiber | Land                                          | Eröffnung                                                              | Schließung                                                         |
| ---------------------------------------------------------------------- | --- | --------------------------------------------- | ---------------------------------------------------------------------- | ------------------------------------------------------------------ |
| Astro Storm Space Invader 2                                            | Brean Theme Park Blackpool Pleasure Beach                                                                                 | Vereinigtes Königreich                        | 23. Juli 2011 1984                                                     | 2008                                                               |
| Gold Rush Thunderbolt Flying Trapeze Four Man Bob 4 Man Bob Vierer-Bob | Family Park Loudoun Castle Grove Land Flamingo Land Pleasure Island Family Theme Park Alton Towers Trentham Traumlandpark | Frankreich Vereinigtes Königreich Deutschland | 1. Juli 2020 2010 Juli 2002 1998 27. Mai 1993 1985 unbekannt März 1983 | 2010 2003 November 2001 1995 1990 (vermutlich) unbekannt Juni 1983 |
| Vierer-Bob                                                             | Wiener Prater | Österreich                                    | 1978                                                                   | 1978                                                               |